# بريانا هيلدبراند
برينا كيتلين هيلدبراند (بالإنجليزية: Brianna Hildebrand)‏ (ولدت في 14 أغسطس 1996) ممثلة أمريكية، معروفة بالظهور في أفلام ديدبول (2016) و ديدبول 2 (2018). شخصية إلودي ديفيس في العرض ترينكتس. أيضا شخصية أورورا «روري» في مسلسل لوسيفر التلفزيوني على نيتفليكس.

## روابط خارجية
- بريانا هيلدبراند على موقع IMDb (الإنجليزية)
- بريانا هيلدبراند على موقع ألو سيني (الفرنسية)
- بريانا هيلدبراند على موقع ميوزك برينز (الإنجليزية)
- بريانا هيلدبراند على موقع أول موفي (الإنجليزية)
- بريانا هيلدبراند على موقع قاعدة بيانات الأفلام السويدية (السويدية)
- بريانا هيلدبراند على موقع قاعدة بيانات الفيلم (الإنجليزية)
- بريانا هيلدبراند على موقع كينوبويسك (الروسية)